# Tropicale Amissa Bongo 2020
La 24e édition du Tropicale Amissa Bongo a lieu du 20 au 26 janvier 2020 au Gabon et au Cameroun. L'épreuve commence à Bitam et se termine à Libreville. Le parcours comprend huit étapes sur une distance totale de 1035 kilomètres.
La course fait partie du calendrier UCI Africa Tour 2020 en catégorie 2.1.

## Présentation

### Parcours
Le Tropicale Amissa Bongo compte sept étapes pour un parcours total de 1035 kilomètres.

### Équipes
Quinze équipes participent à la course - une WorldTeam, deux ProTeam, quatre équipes continentales et huit équipes nationales :
| WorldTeam- Cofidis ProTeams (2)- Total Direct Énergie - Nippo Delko One Provence Équipes continentales (4)- ProTouch - BAI-Sicasal-Petro de Luanda - Natura4Ever-Roubaix Lille Métropole - Dukla Banská Bystrica Équipes nationales (8)- Algérie - Burkina Faso - Cameroun - Côte d'Ivoire - Érythrée - Gabon - Maroc - Rwanda |
| |

## Étapes
| Étape     | Date     | Villes étapes             | type            | Distance (km) | Vainqueur d'étape  | Leader du classement général |
| --------- | -------- | ------------------------- | --------------- | ------------- | ------------------ | ---------------------------- |
| 1re étape | 20 janv. | Bitam – Ebolowa           | étape vallonnée | 149           | Attilio Viviani    | Attilio Viviani              |
| 2e étape  | 21 janv. | Bitam – Oyem              | étape de plaine | 107           | Natnael Tesfatsion | Natnael Tesfatsion           |
| 3e étape  | 22 janv. | Mitzic – Ndjolé           | étape de plaine | 186           | Biniam Girmay      | Natnael Tesfatsion           |
| 4e étape  | 23 janv. | Lambaréné – Mouila        | étape de plaine | 190           | Clovis Kamzong     | Natnael Tesfatsion           |
| 5e étape  | 24 janv. | Lambaréné – Kango         | étape de plaine | 82            | Youcef Reguigui    | Natnael Tesfatsion           |
| 6e étape  | 25 janv. | Port-Gentil – Port-Gentil | étape de plaine | 127,2         | Biniam Girmay      | Natnael Tesfatsion           |
| 7e étape  | 26 janv. | Nkok – Libreville         | étape de plaine | 128           | Lorrenzo Manzin    | Jordan Levasseur             |

## Déroulement de la course

### 1reétape
| \| Classement de l'étape \| Classement de l'étape \| Classement de l'étape \| Classement de l'étape \| Classement de l'étape \| \| Coureur \| Coureur \| Pays \| Équipe \| Temps \| \| --------------------- \| --------------------- \| --------------------- \| ----------------------------------- \| --------------------- \| \| 1er \| Attilio Viviani \| Italie \| Cofidis \| 3 h 33 min 57 s \| \| 2e \| Lorrenzo Manzin \| France \| Total Direct Énergie \| + 0 s \| \| 3e \| Biniam Girmay \| Érythrée \| Nippo-Delko One Provence \| + 0 s \| \| 4e \| Damien Gaudin \| France \| Total Direct Énergie \| + 0 s \| \| 5e \| Henok Mulubrhan \| Érythrée \| Érythrée \| + 0 s \| \| 6e \| Jérémy Cabot \| France \| Total Direct Énergie \| + 0 s \| \| 7e \| Jordan Levasseur \| France \| Natura4Ever-Roubaix Lille Métropole \| + 0 s \| \| 8e \| Natnael Tesfatsion \| Érythrée \| Érythrée \| + 0 s \| \| 9e \| Youcef Reguigui \| Algérie \| Algérie \| + 0 s \| \| 10e \| Riccardo Minali \| Italie \| Nippo-Delko One Provence \| + 0 s \| |                    |          |                                     |                 |
| |                    |          |                                     |                 |
| Source : ProCyclingStats |                    |          |                                     |                 |
| Classement de l'étape |                    |          |                                     |                 |
| Coureur | Coureur            | Pays     | Équipe                              | Temps           |
| 1er | Attilio Viviani    | Italie   | Cofidis                             | 3 h 33 min 57 s |
| 2e | Lorrenzo Manzin    | France   | Total Direct Énergie                | + 0 s           |
| 3e | Biniam Girmay      | Érythrée | Nippo-Delko One Provence            | + 0 s           |
| 4e | Damien Gaudin      | France   | Total Direct Énergie                | + 0 s           |
| 5e | Henok Mulubrhan    | Érythrée | Érythrée                            | + 0 s           |
| 6e | Jérémy Cabot       | France   | Total Direct Énergie                | + 0 s           |
| 7e | Jordan Levasseur   | France   | Natura4Ever-Roubaix Lille Métropole | + 0 s           |
| 8e | Natnael Tesfatsion | Érythrée | Érythrée                            | + 0 s           |
| 9e | Youcef Reguigui    | Algérie  | Algérie                             | + 0 s           |
| 10e | Riccardo Minali    | Italie   | Nippo-Delko One Provence            | + 0 s           |

| \| Classement général \| Classement général \| Classement général \| Classement général \| Classement général \| \| Coureur \| Coureur \| Pays \| Équipe \| Temps \| \| ------------------ \| ------------------ \| ------------------ \| ----------------------------------- \| ------------------ \| \| 1er \| Attilio Viviani \| Italie \| Cofidis \| 3 h 33 min 47 s \| \| 2e \| Dawit Yemane \| Érythrée \| Érythrée \| + 3 s \| \| 3e \| Lorrenzo Manzin \| France \| Total Direct Énergie \| + 4 s \| \| 4e \| Adil El Arbaoui \| Maroc \| Maroc \| + 4 s \| \| 5e \| Moïse Mugisha \| Rwanda \| Rwanda \| + 5 s \| \| 6e \| Biniam Girmay \| Érythrée \| Nippo-Delko One Provence \| + 6 s \| \| 7e \| Damien Gaudin \| France \| Total Direct Énergie \| + 10 s \| \| 8e \| Henok Mulubrhan \| Érythrée \| Érythrée \| + 10 s \| \| 9e \| Jérémy Cabot \| France \| Total Direct Énergie \| + 10 s \| \| 10e \| Jordan Levasseur \| France \| Natura4Ever-Roubaix Lille Métropole \| + 10 s \| |                  |          |                                     |                 |
| |                  |          |                                     |                 |
| Source : ProCyclingStats |                  |          |                                     |                 |
| Classement général |                  |          |                                     |                 |
| Coureur | Coureur          | Pays     | Équipe                              | Temps           |
| 1er | Attilio Viviani  | Italie   | Cofidis                             | 3 h 33 min 47 s |
| 2e | Dawit Yemane     | Érythrée | Érythrée                            | + 3 s           |
| 3e | Lorrenzo Manzin  | France   | Total Direct Énergie                | + 4 s           |
| 4e | Adil El Arbaoui  | Maroc    | Maroc                               | + 4 s           |
| 5e | Moïse Mugisha    | Rwanda   | Rwanda                              | + 5 s           |
| 6e | Biniam Girmay    | Érythrée | Nippo-Delko One Provence            | + 6 s           |
| 7e | Damien Gaudin    | France   | Total Direct Énergie                | + 10 s          |
| 8e | Henok Mulubrhan  | Érythrée | Érythrée                            | + 10 s          |
| 9e | Jérémy Cabot     | France   | Total Direct Énergie                | + 10 s          |
| 10e | Jordan Levasseur | France   | Natura4Ever-Roubaix Lille Métropole | + 10 s          |

### 2eétape
| \| Classement de l'étape \| Classement de l'étape \| Classement de l'étape \| Classement de l'étape \| Classement de l'étape \| \| Coureur \| Coureur \| Pays \| Équipe \| Temps \| \| --------------------- \| --------------------- \| --------------------- \| ----------------------------------- \| --------------------- \| \| 1er \| Natnael Tesfatsion \| Érythrée \| Érythrée \| 2 h 30 min 42 s \| \| 2e \| Youcef Reguigui \| Algérie \| Algérie \| + 0 s \| \| 3e \| Henok Mulubrhan \| Érythrée \| Érythrée \| + 0 s \| \| 4e \| Emmanuel Morin \| France \| Cofidis \| + 0 s \| \| 5e \| Ramūnas Navardauskas \| Lituanie \| Nippo-Delko One Provence \| + 0 s \| \| 6e \| Jordan Levasseur \| France \| Natura4Ever-Roubaix Lille Métropole \| + 0 s \| \| 7e \| Jérémy Cabot \| France \| Total Direct Énergie \| + 0 s \| \| 8e \| Julien Antomarchi \| France \| Natura4Ever-Roubaix Lille Métropole \| + 0 s \| \| 9e \| Hendrik Kruger \| Afrique du Sud \| ProTouch \| + 0 s \| \| 10e \| Didier Munyaneza \| Rwanda \| Rwanda \| + 0 s \| |                      |                |                                     |                 |
| |                      |                |                                     |                 |
| Source : ProCyclingStats |                      |                |                                     |                 |
| Classement de l'étape |                      |                |                                     |                 |
| Coureur | Coureur              | Pays           | Équipe                              | Temps           |
| 1er | Natnael Tesfatsion   | Érythrée       | Érythrée                            | 2 h 30 min 42 s |
| 2e | Youcef Reguigui      | Algérie        | Algérie                             | + 0 s           |
| 3e | Henok Mulubrhan      | Érythrée       | Érythrée                            | + 0 s           |
| 4e | Emmanuel Morin       | France         | Cofidis                             | + 0 s           |
| 5e | Ramūnas Navardauskas | Lituanie       | Nippo-Delko One Provence            | + 0 s           |
| 6e | Jordan Levasseur     | France         | Natura4Ever-Roubaix Lille Métropole | + 0 s           |
| 7e | Jérémy Cabot         | France         | Total Direct Énergie                | + 0 s           |
| 8e | Julien Antomarchi    | France         | Natura4Ever-Roubaix Lille Métropole | + 0 s           |
| 9e | Hendrik Kruger       | Afrique du Sud | ProTouch                            | + 0 s           |
| 10e | Didier Munyaneza     | Rwanda         | Rwanda                              | + 0 s           |

| \| Classement général \| Classement général \| Classement général \| Classement général \| Classement général \| \| Coureur \| Coureur \| Pays \| Équipe \| Temps \| \| ------------------ \| ------------------ \| ------------------ \| ----------------------------------- \| ------------------ \| \| 1er \| Natnael Tesfatsion \| Érythrée \| Érythrée \| 6 h 04 min 28 s \| \| 2e \| Dawit Yemane \| Érythrée \| Érythrée \| + 0 s \| \| 3e \| Youcef Reguigui \| Algérie \| Algérie \| + 5 s \| \| 4e \| Henok Mulubrhan \| Érythrée \| Érythrée \| + 7 s \| \| 5e \| Emmanuel Morin \| France \| Cofidis \| + 9 s \| \| 6e \| Carlos Oyarzún \| Chili \| BAI-Sicasal-Petro de Luanda \| + 10 s \| \| 7e \| Jordan Levasseur \| France \| Natura4Ever-Roubaix Lille Métropole \| + 11 s \| \| 8e \| Jérémy Cabot \| France \| Total Direct Énergie \| + 11 s \| \| 9e \| Damien Gaudin \| France \| Total Direct Énergie \| + 11 s \| \| 10e \| Azzedine Lagab \| Algérie \| Algérie \| + 11 s \| |                    |          |                                     |                 |
| |                    |          |                                     |                 |
| Source : ProCyclingStats |                    |          |                                     |                 |
| Classement général |                    |          |                                     |                 |
| Coureur | Coureur            | Pays     | Équipe                              | Temps           |
| 1er | Natnael Tesfatsion | Érythrée | Érythrée                            | 6 h 04 min 28 s |
| 2e | Dawit Yemane       | Érythrée | Érythrée                            | + 0 s           |
| 3e | Youcef Reguigui    | Algérie  | Algérie                             | + 5 s           |
| 4e | Henok Mulubrhan    | Érythrée | Érythrée                            | + 7 s           |
| 5e | Emmanuel Morin     | France   | Cofidis                             | + 9 s           |
| 6e | Carlos Oyarzún     | Chili    | BAI-Sicasal-Petro de Luanda         | + 10 s          |
| 7e | Jordan Levasseur   | France   | Natura4Ever-Roubaix Lille Métropole | + 11 s          |
| 8e | Jérémy Cabot       | France   | Total Direct Énergie                | + 11 s          |
| 9e | Damien Gaudin      | France   | Total Direct Énergie                | + 11 s          |
| 10e | Azzedine Lagab     | Algérie  | Algérie                             | + 11 s          |

### 3eétape
| \| Classement de l'étape \| Classement de l'étape \| Classement de l'étape \| Classement de l'étape \| Classement de l'étape \| \| Coureur \| Coureur \| Pays \| Équipe \| Temps \| \| --------------------- \| --------------------- \| --------------------- \| ----------------------------------- \| --------------------- \| \| 1er \| Biniam Girmay \| Érythrée \| Nippo-Delko One Provence \| 4 h 16 min 28 s \| \| 2e \| Jordan Levasseur \| France \| Natura4Ever-Roubaix Lille Métropole \| + 2 s \| \| 3e \| Emmanuel Morin \| France \| Cofidis \| + 4 s \| \| 4e \| Attilio Viviani \| Italie \| Cofidis \| + 4 s \| \| 5e \| Henok Mulubrhan \| Érythrée \| Érythrée \| + 4 s \| \| 6e \| Natnael Tesfatsion \| Érythrée \| Érythrée \| + 4 s \| \| 7e \| Carlos Oyarzún \| Chili \| BAI-Sicasal-Petro de Luanda \| + 4 s \| \| 8e \| Jérémy Cabot \| France \| Total Direct Énergie \| + 4 s \| \| 9e \| Victor Lafay \| France \| Cofidis \| + 4 s \| \| 10e \| Azzedine Lagab \| Algérie \| Algérie \| + 9 s \| |                    |          |                                     |                 |
| |                    |          |                                     |                 |
| Source : ProCyclingStats |                    |          |                                     |                 |
| Classement de l'étape |                    |          |                                     |                 |
| Coureur | Coureur            | Pays     | Équipe                              | Temps           |
| 1er | Biniam Girmay      | Érythrée | Nippo-Delko One Provence            | 4 h 16 min 28 s |
| 2e | Jordan Levasseur   | France   | Natura4Ever-Roubaix Lille Métropole | + 2 s           |
| 3e | Emmanuel Morin     | France   | Cofidis                             | + 4 s           |
| 4e | Attilio Viviani    | Italie   | Cofidis                             | + 4 s           |
| 5e | Henok Mulubrhan    | Érythrée | Érythrée                            | + 4 s           |
| 6e | Natnael Tesfatsion | Érythrée | Érythrée                            | + 4 s           |
| 7e | Carlos Oyarzún     | Chili    | BAI-Sicasal-Petro de Luanda         | + 4 s           |
| 8e | Jérémy Cabot       | France   | Total Direct Énergie                | + 4 s           |
| 9e | Victor Lafay       | France   | Cofidis                             | + 4 s           |
| 10e | Azzedine Lagab     | Algérie  | Algérie                             | + 9 s           |

| \| Classement général \| Classement général \| Classement général \| Classement général \| Classement général \| \| Coureur \| Coureur \| Pays \| Équipe \| Temps \| \| ------------------ \| ------------------ \| ------------------ \| ----------------------------------- \| ------------------ \| \| 1er \| Natnael Tesfatsion \| Érythrée \| Érythrée \| 10 h 20 min 56 s \| \| 2e \| Jordan Levasseur \| France \| Natura4Ever-Roubaix Lille Métropole \| + 4 s \| \| 3e \| Emmanuel Morin \| France \| Cofidis \| + 9 s \| \| 4e \| Henok Mulubrhan \| Érythrée \| Érythrée \| + 10 s \| \| 5e \| Carlos Oyarzún \| Chili \| BAI-Sicasal-Petro de Luanda \| + 14 s \| \| 6e \| Jérémy Cabot \| France \| Total Direct Énergie \| + 15 s \| \| 7e \| Victor Lafay \| France \| Cofidis \| + 15 s \| \| 8e \| Youcef Reguigui \| Algérie \| Algérie \| + 18 s \| \| 9e \| Dawit Yemane \| Érythrée \| Érythrée \| + 19 s \| \| 10e \| Azzedine Lagab \| Algérie \| Algérie \| + 20 s \| |                    |          |                                     |                  |
| |                    |          |                                     |                  |
| Source : ProCyclingStats |                    |          |                                     |                  |
| Classement général |                    |          |                                     |                  |
| Coureur | Coureur            | Pays     | Équipe                              | Temps            |
| 1er | Natnael Tesfatsion | Érythrée | Érythrée                            | 10 h 20 min 56 s |
| 2e | Jordan Levasseur   | France   | Natura4Ever-Roubaix Lille Métropole | + 4 s            |
| 3e | Emmanuel Morin     | France   | Cofidis                             | + 9 s            |
| 4e | Henok Mulubrhan    | Érythrée | Érythrée                            | + 10 s           |
| 5e | Carlos Oyarzún     | Chili    | BAI-Sicasal-Petro de Luanda         | + 14 s           |
| 6e | Jérémy Cabot       | France   | Total Direct Énergie                | + 15 s           |
| 7e | Victor Lafay       | France   | Cofidis                             | + 15 s           |
| 8e | Youcef Reguigui    | Algérie  | Algérie                             | + 18 s           |
| 9e | Dawit Yemane       | Érythrée | Érythrée                            | + 19 s           |
| 10e | Azzedine Lagab     | Algérie  | Algérie                             | + 20 s           |

### 4eétape
| \| Classement de l'étape \| Classement de l'étape \| Classement de l'étape \| Classement de l'étape \| Classement de l'étape \| \| Coureur \| Coureur \| Pays \| Équipe \| Temps \| \| --------------------- \| --------------------- \| --------------------- \| ----------------------------------- \| --------------------- \| \| 1er \| Clovis Kamzong \| Cameroun \| Cameroun \| 4 h 34 min 42 s \| \| 2e \| Joseph Areruya \| Rwanda \| Rwanda \| + 0 s \| \| 3e \| El Houçaine Sabbahi \| Maroc \| Maroc \| + 7 s \| \| 4e \| Abdoul Aziz Nikiéma \| Burkina Faso \| Burkina Faso \| + 16 s \| \| 5e \| Biniam Girmay \| Érythrée \| Nippo-Delko One Provence \| + 4 min 13 s \| \| 6e \| Riccardo Minali \| Italie \| Nippo-Delko One Provence \| + 4 min 13 s \| \| 7e \| Attilio Viviani \| Italie \| Cofidis \| + 4 min 13 s \| \| 8e \| Youcef Reguigui \| Algérie \| Algérie \| + 4 min 13 s \| \| 9e \| Henok Mulubrhan \| Érythrée \| Érythrée \| + 4 min 13 s \| \| 10e \| Jordan Levasseur \| France \| Natura4Ever-Roubaix Lille Métropole \| + 4 min 13 s \| |                     |              |                                     |                 |
| |                     |              |                                     |                 |
| Source : ProCyclingStats |                     |              |                                     |                 |
| Classement de l'étape |                     |              |                                     |                 |
| Coureur | Coureur             | Pays         | Équipe                              | Temps           |
| 1er | Clovis Kamzong      | Cameroun     | Cameroun                            | 4 h 34 min 42 s |
| 2e | Joseph Areruya      | Rwanda       | Rwanda                              | + 0 s           |
| 3e | El Houçaine Sabbahi | Maroc        | Maroc                               | + 7 s           |
| 4e | Abdoul Aziz Nikiéma | Burkina Faso | Burkina Faso                        | + 16 s          |
| 5e | Biniam Girmay       | Érythrée     | Nippo-Delko One Provence            | + 4 min 13 s    |
| 6e | Riccardo Minali     | Italie       | Nippo-Delko One Provence            | + 4 min 13 s    |
| 7e | Attilio Viviani     | Italie       | Cofidis                             | + 4 min 13 s    |
| 8e | Youcef Reguigui     | Algérie      | Algérie                             | + 4 min 13 s    |
| 9e | Henok Mulubrhan     | Érythrée     | Érythrée                            | + 4 min 13 s    |
| 10e | Jordan Levasseur    | France       | Natura4Ever-Roubaix Lille Métropole | + 4 min 13 s    |

| \| Classement général \| Classement général \| Classement général \| Classement général \| Classement général \| \| Coureur \| Coureur \| Pays \| Équipe \| Temps \| \| ------------------ \| ------------------ \| ------------------ \| ----------------------------------- \| ------------------ \| \| 1er \| Natnael Tesfatsion \| Érythrée \| Érythrée \| 14 h 59 min 51 s \| \| 2e \| Jordan Levasseur \| France \| Natura4Ever-Roubaix Lille Métropole \| + 4 s \| \| 3e \| Emmanuel Morin \| France \| Cofidis \| + 9 s \| \| 4e \| Henok Mulubrhan \| Érythrée \| Érythrée \| + 10 s \| \| 5e \| Carlos Oyarzún \| Chili \| BAI-Sicasal-Petro de Luanda \| + 14 s \| \| 6e \| Jérémy Cabot \| France \| Total Direct Énergie \| + 15 s \| \| 7e \| Victor Lafay \| France \| Cofidis \| + 15 s \| \| 8e \| Youcef Reguigui \| Algérie \| Algérie \| + 18 s \| \| 9e \| Dawit Yemane \| Érythrée \| Érythrée \| + 19 s \| \| 10e \| Azzedine Lagab \| Algérie \| Algérie \| + 20 s \| |                    |          |                                     |                  |
| |                    |          |                                     |                  |
| Source : ProCyclingStats |                    |          |                                     |                  |
| Classement général |                    |          |                                     |                  |
| Coureur | Coureur            | Pays     | Équipe                              | Temps            |
| 1er | Natnael Tesfatsion | Érythrée | Érythrée                            | 14 h 59 min 51 s |
| 2e | Jordan Levasseur   | France   | Natura4Ever-Roubaix Lille Métropole | + 4 s            |
| 3e | Emmanuel Morin     | France   | Cofidis                             | + 9 s            |
| 4e | Henok Mulubrhan    | Érythrée | Érythrée                            | + 10 s           |
| 5e | Carlos Oyarzún     | Chili    | BAI-Sicasal-Petro de Luanda         | + 14 s           |
| 6e | Jérémy Cabot       | France   | Total Direct Énergie                | + 15 s           |
| 7e | Victor Lafay       | France   | Cofidis                             | + 15 s           |
| 8e | Youcef Reguigui    | Algérie  | Algérie                             | + 18 s           |
| 9e | Dawit Yemane       | Érythrée | Érythrée                            | + 19 s           |
| 10e | Azzedine Lagab     | Algérie  | Algérie                             | + 20 s           |

### 5eétape
| \| Classement de l'étape \| Classement de l'étape \| Classement de l'étape \| Classement de l'étape \| Classement de l'étape \| \| Coureur \| Coureur \| Pays \| Équipe \| Temps \| \| --------------------- \| --------------------- \| --------------------- \| --------------------------- \| --------------------- \| \| 1er \| Youcef Reguigui \| Algérie \| Algérie \| 1 h 45 min 01 s \| \| 2e \| Yacine Hamza \| Algérie \| Algérie \| + 0 s \| \| 3e \| Emmanuel Morin \| France \| Cofidis \| + 0 s \| \| 4e \| Riccardo Minali \| Italie \| Nippo-Delko One Provence \| + 0 s \| \| 5e \| Attilio Viviani \| Italie \| Cofidis \| + 0 s \| \| 6e \| Biniam Girmay \| Érythrée \| Nippo-Delko One Provence \| + 0 s \| \| 7e \| Jérémy Cabot \| France \| Total Direct Énergie \| + 0 s \| \| 8e \| Bruno Araújo \| Angola \| BAI-Sicasal-Petro de Luanda \| + 0 s \| \| 9e \| Natnael Tesfatsion \| Érythrée \| Érythrée \| + 0 s \| \| 10e \| Paul Daumont \| Burkina Faso \| Burkina Faso \| + 0 s \| |                    |              |                             |                 |
| |                    |              |                             |                 |
| Source : ProCyclingStats |                    |              |                             |                 |
| Classement de l'étape |                    |              |                             |                 |
| Coureur | Coureur            | Pays         | Équipe                      | Temps           |
| 1er | Youcef Reguigui    | Algérie      | Algérie                     | 1 h 45 min 01 s |
| 2e | Yacine Hamza       | Algérie      | Algérie                     | + 0 s           |
| 3e | Emmanuel Morin     | France       | Cofidis                     | + 0 s           |
| 4e | Riccardo Minali    | Italie       | Nippo-Delko One Provence    | + 0 s           |
| 5e | Attilio Viviani    | Italie       | Cofidis                     | + 0 s           |
| 6e | Biniam Girmay      | Érythrée     | Nippo-Delko One Provence    | + 0 s           |
| 7e | Jérémy Cabot       | France       | Total Direct Énergie        | + 0 s           |
| 8e | Bruno Araújo       | Angola       | BAI-Sicasal-Petro de Luanda | + 0 s           |
| 9e | Natnael Tesfatsion | Érythrée     | Érythrée                    | + 0 s           |
| 10e | Paul Daumont       | Burkina Faso | Burkina Faso                | + 0 s           |

| \| Classement général \| Classement général \| Classement général \| Classement général \| Classement général \| \| Coureur \| Coureur \| Pays \| Équipe \| Temps \| \| ------------------ \| ------------------ \| ------------------ \| ----------------------------------- \| ------------------ \| \| 1er \| Natnael Tesfatsion \| Érythrée \| Érythrée \| 16 h 44 min 50 s \| \| 2e \| Jordan Levasseur \| France \| Natura4Ever-Roubaix Lille Métropole \| + 2 s \| \| 3e \| Emmanuel Morin \| France \| Cofidis \| + 6 s \| \| 4e \| Youcef Reguigui \| Algérie \| Algérie \| + 10 s \| \| 5e \| Henok Mulubrhan \| Érythrée \| Érythrée \| + 12 s \| \| 6e \| Jérémy Cabot \| France \| Total Direct Énergie \| + 14 s \| \| 7e \| Carlos Oyarzún \| Chili \| BAI-Sicasal-Petro de Luanda \| + 14 s \| \| 8e \| Victor Lafay \| France \| Cofidis \| + 17 s \| \| 9e \| Dawit Yemane \| Érythrée \| Érythrée \| + 21 s \| \| 10e \| Azzedine Lagab \| Algérie \| Algérie \| + 22 s \| |                    |          |                                     |                  |
| |                    |          |                                     |                  |
| Source : ProCyclingStats |                    |          |                                     |                  |
| Classement général |                    |          |                                     |                  |
| Coureur | Coureur            | Pays     | Équipe                              | Temps            |
| 1er | Natnael Tesfatsion | Érythrée | Érythrée                            | 16 h 44 min 50 s |
| 2e | Jordan Levasseur   | France   | Natura4Ever-Roubaix Lille Métropole | + 2 s            |
| 3e | Emmanuel Morin     | France   | Cofidis                             | + 6 s            |
| 4e | Youcef Reguigui    | Algérie  | Algérie                             | + 10 s           |
| 5e | Henok Mulubrhan    | Érythrée | Érythrée                            | + 12 s           |
| 6e | Jérémy Cabot       | France   | Total Direct Énergie                | + 14 s           |
| 7e | Carlos Oyarzún     | Chili    | BAI-Sicasal-Petro de Luanda         | + 14 s           |
| 8e | Victor Lafay       | France   | Cofidis                             | + 17 s           |
| 9e | Dawit Yemane       | Érythrée | Érythrée                            | + 21 s           |
| 10e | Azzedine Lagab     | Algérie  | Algérie                             | + 22 s           |

### 6eétape
| \| Classement de l'étape \| Classement de l'étape \| Classement de l'étape \| Classement de l'étape \| Classement de l'étape \| \| Coureur \| Coureur \| Pays \| Équipe \| Temps \| \| --------------------- \| --------------------- \| --------------------- \| ----------------------------------- \| --------------------- \| \| 1er \| Biniam Girmay \| Érythrée \| Nippo-Delko One Provence \| 2 h 47 min 39 s \| \| 2e \| Yacine Hamza \| Algérie \| Algérie \| + 0 s \| \| 3e \| Attilio Viviani \| Italie \| Cofidis \| + 0 s \| \| 4e \| Lorrenzo Manzin \| France \| Total Direct Énergie \| + 0 s \| \| 5e \| Emmanuel Morin \| France \| Cofidis \| + 0 s \| \| 6e \| Youcef Reguigui \| Algérie \| Algérie \| + 0 s \| \| 7e \| Natnael Tesfatsion \| Érythrée \| Érythrée \| + 0 s \| \| 8e \| Jordan Levasseur \| France \| Natura4Ever-Roubaix Lille Métropole \| + 0 s \| \| 9e \| Gustav Basson \| Afrique du Sud \| ProTouch \| + 0 s \| \| 10e \| Jérémy Cabot \| France \| Total Direct Énergie \| + 0 s \| |                    |                |                                     |                 |
| |                    |                |                                     |                 |
| Source : ProCyclingStats |                    |                |                                     |                 |
| Classement de l'étape |                    |                |                                     |                 |
| Coureur | Coureur            | Pays           | Équipe                              | Temps           |
| 1er | Biniam Girmay      | Érythrée       | Nippo-Delko One Provence            | 2 h 47 min 39 s |
| 2e | Yacine Hamza       | Algérie        | Algérie                             | + 0 s           |
| 3e | Attilio Viviani    | Italie         | Cofidis                             | + 0 s           |
| 4e | Lorrenzo Manzin    | France         | Total Direct Énergie                | + 0 s           |
| 5e | Emmanuel Morin     | France         | Cofidis                             | + 0 s           |
| 6e | Youcef Reguigui    | Algérie        | Algérie                             | + 0 s           |
| 7e | Natnael Tesfatsion | Érythrée       | Érythrée                            | + 0 s           |
| 8e | Jordan Levasseur   | France         | Natura4Ever-Roubaix Lille Métropole | + 0 s           |
| 9e | Gustav Basson      | Afrique du Sud | ProTouch                            | + 0 s           |
| 10e | Jérémy Cabot       | France         | Total Direct Énergie                | + 0 s           |

| \| Classement général \| Classement général \| Classement général \| Classement général \| Classement général \| \| Coureur \| Coureur \| Pays \| Équipe \| Temps \| \| ------------------ \| ------------------ \| ------------------ \| ----------------------------------- \| ------------------ \| \| 1er \| Natnael Tesfatsion \| Érythrée \| Érythrée \| 19 h 32 min 29 s \| \| 2e \| Jordan Levasseur \| France \| Natura4Ever-Roubaix Lille Métropole \| + 1 s \| \| 3e \| Emmanuel Morin \| France \| Cofidis \| + 4 s \| \| 4e \| Henok Mulubrhan \| Érythrée \| Érythrée \| + 9 s \| \| 5e \| Youcef Reguigui \| Algérie \| Algérie \| + 10 s \| \| 6e \| Jérémy Cabot \| France \| Total Direct Énergie \| + 14 s \| \| 7e \| Carlos Oyarzún \| Chili \| BAI-Sicasal-Petro de Luanda \| + 14 s \| \| 8e \| Victor Lafay \| France \| Cofidis \| + 17 s \| \| 9e \| Damien Gaudin \| France \| Total Direct Énergie \| + 20 s \| \| 10e \| Dawit Yemane \| Érythrée \| Érythrée \| + 21 s \| |                    |          |                                     |                  |
| |                    |          |                                     |                  |
| Source : ProCyclingStats |                    |          |                                     |                  |
| Classement général |                    |          |                                     |                  |
| Coureur | Coureur            | Pays     | Équipe                              | Temps            |
| 1er | Natnael Tesfatsion | Érythrée | Érythrée                            | 19 h 32 min 29 s |
| 2e | Jordan Levasseur   | France   | Natura4Ever-Roubaix Lille Métropole | + 1 s            |
| 3e | Emmanuel Morin     | France   | Cofidis                             | + 4 s            |
| 4e | Henok Mulubrhan    | Érythrée | Érythrée                            | + 9 s            |
| 5e | Youcef Reguigui    | Algérie  | Algérie                             | + 10 s           |
| 6e | Jérémy Cabot       | France   | Total Direct Énergie                | + 14 s           |
| 7e | Carlos Oyarzún     | Chili    | BAI-Sicasal-Petro de Luanda         | + 14 s           |
| 8e | Victor Lafay       | France   | Cofidis                             | + 17 s           |
| 9e | Damien Gaudin      | France   | Total Direct Énergie                | + 20 s           |
| 10e | Dawit Yemane       | Érythrée | Érythrée                            | + 21 s           |

### 7eétape
| \| Classement de l'étape \| Classement de l'étape \| Classement de l'étape \| Classement de l'étape \| Classement de l'étape \| \| Coureur \| Coureur \| Pays \| Équipe \| Temps \| \| --------------------- \| --------------------- \| --------------------- \| ----------------------------------- \| --------------------- \| \| 1er \| Lorrenzo Manzin \| France \| Total Direct Énergie \| 2 h 49 min 56 s \| \| 2e \| Youcef Reguigui \| Algérie \| Algérie \| + 0 s \| \| 3e \| Riccardo Minali \| Italie \| Nippo-Delko One Provence \| + 0 s \| \| 4e \| Emmanuel Morin \| France \| Cofidis \| + 0 s \| \| 5e \| Jayde Julius \| Afrique du Sud \| ProTouch \| + 0 s \| \| 6e \| Biniam Girmay \| Érythrée \| Nippo-Delko One Provence \| + 0 s \| \| 7e \| Natnael Tesfatsion \| Érythrée \| Érythrée \| + 0 s \| \| 8e \| Henok Mulubrhan \| Érythrée \| Érythrée \| + 0 s \| \| 9e \| Gustav Basson \| Afrique du Sud \| ProTouch \| + 0 s \| \| 10e \| Jordan Levasseur \| France \| Natura4Ever-Roubaix Lille Métropole \| + 0 s \| |                    |                |                                     |                 |
| |                    |                |                                     |                 |
| Source : ProCyclingStats |                    |                |                                     |                 |
| Classement de l'étape |                    |                |                                     |                 |
| Coureur | Coureur            | Pays           | Équipe                              | Temps           |
| 1er | Lorrenzo Manzin    | France         | Total Direct Énergie                | 2 h 49 min 56 s |
| 2e | Youcef Reguigui    | Algérie        | Algérie                             | + 0 s           |
| 3e | Riccardo Minali    | Italie         | Nippo-Delko One Provence            | + 0 s           |
| 4e | Emmanuel Morin     | France         | Cofidis                             | + 0 s           |
| 5e | Jayde Julius       | Afrique du Sud | ProTouch                            | + 0 s           |
| 6e | Biniam Girmay      | Érythrée       | Nippo-Delko One Provence            | + 0 s           |
| 7e | Natnael Tesfatsion | Érythrée       | Érythrée                            | + 0 s           |
| 8e | Henok Mulubrhan    | Érythrée       | Érythrée                            | + 0 s           |
| 9e | Gustav Basson      | Afrique du Sud | ProTouch                            | + 0 s           |
| 10e | Jordan Levasseur   | France         | Natura4Ever-Roubaix Lille Métropole | + 0 s           |

## Classements finals

### Classement général
| \| Classement général \| Classement général \| Classement général \| Classement général \| Classement général \| \| Coureur \| Coureur \| Pays \| Équipe \| Temps \| \| ------------------ \| -------------------- \| ------------------ \| ----------------------------------- \| ------------------ \| \| 1er \| Jordan Levasseur \| France \| Natura4Ever-Roubaix Lille Métropole \| 22 h 22 min 23 s \| \| 2e \| Natnael Tesfatsion \| Érythrée \| Érythrée \| + 1 s \| \| 3e \| Emmanuel Morin \| France \| Cofidis \| + 4 s \| \| 4e \| Youcef Reguigui \| Algérie \| Algérie \| + 6 s \| \| 5e \| Henok Mulubrhan \| Érythrée \| Érythrée \| + 11 s \| \| 6e \| Jérémy Cabot \| France \| Total Direct Énergie \| + 16 s \| \| 7e \| Carlos Oyarzún \| Chili \| BAI-Sicasal-Petro de Luanda \| + 16 s \| \| 8e \| Damien Gaudin \| France \| Total Direct Énergie \| + 20 s \| \| 9e \| Azzedine Lagab \| Algérie \| Algérie \| + 24 s \| \| 10e \| Ramūnas Navardauskas \| Lituanie \| Nippo-Delko One Provence \| + 27 s \| |                      |          |                                     |                  |
| |                      |          |                                     |                  |
| Source : ProCyclingStats |                      |          |                                     |                  |
| Classement général |                      |          |                                     |                  |
| Coureur | Coureur              | Pays     | Équipe                              | Temps            |
| 1er | Jordan Levasseur     | France   | Natura4Ever-Roubaix Lille Métropole | 22 h 22 min 23 s |
| 2e | Natnael Tesfatsion   | Érythrée | Érythrée                            | + 1 s            |
| 3e | Emmanuel Morin       | France   | Cofidis                             | + 4 s            |
| 4e | Youcef Reguigui      | Algérie  | Algérie                             | + 6 s            |
| 5e | Henok Mulubrhan      | Érythrée | Érythrée                            | + 11 s           |
| 6e | Jérémy Cabot         | France   | Total Direct Énergie                | + 16 s           |
| 7e | Carlos Oyarzún       | Chili    | BAI-Sicasal-Petro de Luanda         | + 16 s           |
| 8e | Damien Gaudin        | France   | Total Direct Énergie                | + 20 s           |
| 9e | Azzedine Lagab       | Algérie  | Algérie                             | + 24 s           |
| 10e | Ramūnas Navardauskas | Lituanie | Nippo-Delko One Provence            | + 27 s           |

### Classements annexes
| Classement par points | Classement par points | Classement par points | Classement par points               | Classement par points |
| Coureur               | Coureur               | Pays                  | Équipe                              | Points                |
| --------------------- | --------------------- | --------------------- | ----------------------------------- | --------------------- |
| 1er                   | Biniam Girmay         | Érythrée              | Nippo-Delko One Provence            | 144 pts               |
| 2e                    | Youcef Reguigui       | Algérie               | Algérie                             | 140 pts               |
| 3e                    | Emmanuel Morin        | France                | Cofidis                             | 134 pts               |
| 4e                    | Attilio Viviani       | Italie                | Cofidis                             | 116 pts               |
| 5e                    | Natnael Tesfatsion    | Érythrée              | Érythrée                            | 115 pts               |
| 6e                    | Jordan Levasseur      | France                | Natura4Ever-Roubaix Lille Métropole | 110 pts               |
| 7e                    | Jérémy Cabot          | France                | Total Direct Énergie                | 98 pts                |
| 8e                    | Henok Mulubrhan       | Érythrée              | Érythrée                            | 97 pts                |
| 9e                    | Lorrenzo Manzin       | France                | Total Direct Énergie                | 80 pts                |
| 10e                   | Riccardo Minali       | Italie                | Nippo-Delko One Provence            | 78 pts                |

| Classement par points | Classement par points | Classement par points | Classement par points               | Classement par points |
| Coureur               | Coureur               | Pays                  | Équipe                              | Points                |
| --------------------- | --------------------- | --------------------- | ----------------------------------- | --------------------- |
| 1er                   | Biniam Girmay         | Érythrée              | Nippo-Delko One Provence            | 144 pts               |
| 2e                    | Youcef Reguigui       | Algérie               | Algérie                             | 140 pts               |
| 3e                    | Emmanuel Morin        | France                | Cofidis                             | 134 pts               |
| 4e                    | Attilio Viviani       | Italie                | Cofidis                             | 116 pts               |
| 5e                    | Natnael Tesfatsion    | Érythrée              | Érythrée                            | 115 pts               |
| 6e                    | Jordan Levasseur      | France                | Natura4Ever-Roubaix Lille Métropole | 110 pts               |
| 7e                    | Jérémy Cabot          | France                | Total Direct Énergie                | 98 pts                |
| 8e                    | Henok Mulubrhan       | Érythrée              | Érythrée                            | 97 pts                |
| 9e                    | Lorrenzo Manzin       | France                | Total Direct Énergie                | 80 pts                |
| 10e                   | Riccardo Minali       | Italie                | Nippo-Delko One Provence            | 78 pts                |

| Classement de la montagne | Classement de la montagne | Classement de la montagne | Classement de la montagne | Classement de la montagne |
| Coureur                   | Coureur                   | Pays                      | Équipe                    | Points                    |
| ------------------------- | ------------------------- | ------------------------- | ------------------------- | ------------------------- |
| 1er                       | Dawit Yemane              | Érythrée                  | Érythrée                  | 17 pts                    |
| 2e                        | Paul Daumont              | Burkina Faso              | Burkina Faso              | 11 pts                    |
| 3e                        | Oussama Khafi             | Maroc                     | Maroc                     | 8 pts                     |
| 4e                        | Abdoul Aziz Nikiéma       | Burkina Faso              | Burkina Faso              | 8 pts                     |
| 5e                        | Ramūnas Navardauskas      | Lituanie                  | Nippo-Delko One Provence  | 6 pts                     |
| 6e                        | Mekseb Debesay            | Érythrée                  | Érythrée                  | 6 pts                     |
| 7e                        | Victor Lafay              | France                    | Cofidis                   | 5 pts                     |
| 8e                        | Mohcine El Kouraji        | Maroc                     | Maroc                     | 5 pts                     |
| 9e                        | Pierre-Luc Périchon       | France                    | Cofidis                   | 5 pts                     |
| 10e                       | Clovis Kamzong            | Cameroun                  | Cameroun                  | 5 pts                     |

| Classement de la montagne | Classement de la montagne | Classement de la montagne | Classement de la montagne | Classement de la montagne |
| Coureur                   | Coureur                   | Pays                      | Équipe                    | Points                    |
| ------------------------- | ------------------------- | ------------------------- | ------------------------- | ------------------------- |
| 1er                       | Dawit Yemane              | Érythrée                  | Érythrée                  | 17 pts                    |
| 2e                        | Paul Daumont              | Burkina Faso              | Burkina Faso              | 11 pts                    |
| 3e                        | Oussama Khafi             | Maroc                     | Maroc                     | 8 pts                     |
| 4e                        | Abdoul Aziz Nikiéma       | Burkina Faso              | Burkina Faso              | 8 pts                     |
| 5e                        | Ramūnas Navardauskas      | Lituanie                  | Nippo-Delko One Provence  | 6 pts                     |
| 6e                        | Mekseb Debesay            | Érythrée                  | Érythrée                  | 6 pts                     |
| 7e                        | Victor Lafay              | France                    | Cofidis                   | 5 pts                     |
| 8e                        | Mohcine El Kouraji        | Maroc                     | Maroc                     | 5 pts                     |
| 9e                        | Pierre-Luc Périchon       | France                    | Cofidis                   | 5 pts                     |
| 10e                       | Clovis Kamzong            | Cameroun                  | Cameroun                  | 5 pts                     |

| Classement du meilleur jeune | Classement du meilleur jeune | Classement du meilleur jeune | Classement du meilleur jeune | Classement du meilleur jeune |
| Coureur                      | Coureur                      | Pays                         | Équipe                       | Temps                        |
| ---------------------------- | ---------------------------- | ---------------------------- | ---------------------------- | ---------------------------- |
| 1er                          | Natnael Tesfatsion           | Érythrée                     | Érythrée                     | 22 h 22 min 24 s             |
| 2e                           | Henok Mulubrhan              | Érythrée                     | Érythrée                     | + 10 s                       |
| 3e                           | Dawit Yemane                 | Érythrée                     | Érythrée                     | + 52 s                       |
| 4e                           | Rnus Byiza Uhiriwe           | Rwanda                       | Rwanda                       | + 1 min 39 s                 |
| 5e                           | Victor Lafay                 | France                       | Cofidis                      | + 2 min 44 s                 |
| 6e                           | Mohcine El Kouraji           | Maroc                        | Maroc                        | + 2 min 47 s                 |
| 7e                           | Yacine Hamza                 | Algérie                      | Algérie                      | + 3 min 40 s                 |
| 8e                           | Oussama Khafi                | Maroc                        | Maroc                        | + 4 min 53 s                 |
| 9e                           | Eddy Finé                    | France                       | Cofidis                      | + 5 min 03 s                 |
| 10e                          | Lukáš Kubiš                  | Slovaquie                    | Dukla Banská Bystrica        | + 13 min 40 s                |

| Classement du meilleur jeune | Classement du meilleur jeune | Classement du meilleur jeune | Classement du meilleur jeune | Classement du meilleur jeune |
| Coureur                      | Coureur                      | Pays                         | Équipe                       | Temps                        |
| ---------------------------- | ---------------------------- | ---------------------------- | ---------------------------- | ---------------------------- |
| 1er                          | Natnael Tesfatsion           | Érythrée                     | Érythrée                     | 22 h 22 min 24 s             |
| 2e                           | Henok Mulubrhan              | Érythrée                     | Érythrée                     | + 10 s                       |
| 3e                           | Dawit Yemane                 | Érythrée                     | Érythrée                     | + 52 s                       |
| 4e                           | Rnus Byiza Uhiriwe           | Rwanda                       | Rwanda                       | + 1 min 39 s                 |
| 5e                           | Victor Lafay                 | France                       | Cofidis                      | + 2 min 44 s                 |
| 6e                           | Mohcine El Kouraji           | Maroc                        | Maroc                        | + 2 min 47 s                 |
| 7e                           | Yacine Hamza                 | Algérie                      | Algérie                      | + 3 min 40 s                 |
| 8e                           | Oussama Khafi                | Maroc                        | Maroc                        | + 4 min 53 s                 |
| 9e                           | Eddy Finé                    | France                       | Cofidis                      | + 5 min 03 s                 |
| 10e                          | Lukáš Kubiš                  | Slovaquie                    | Dukla Banská Bystrica        | + 13 min 40 s                |

| Classement par équipes | Classement par équipes              | Classement par équipes | Classement par équipes |
| Équipe                 | Équipe                              | Pays                   | Temps                  |
| ---------------------- | ----------------------------------- | ---------------------- | ---------------------- |
| 1re                    | Rwanda                              | Rwanda                 | 67 h 06 min 26 s       |
| 2e                     | Érythrée                            | Érythrée               | + 2 min 25 s           |
| 3e                     | Cofidis                             | France                 | + 4 min 37 s           |
| 4e                     | Algérie                             | Algérie                | + 5 min 28 s           |
| 5e                     | ProTouch                            | Afrique du Sud         | + 6 min 38 s           |
| 6e                     | Natura4Ever-Roubaix Lille Métropole | France                 | + 9 min 25 s           |
| 7e                     | Nippo Delko One Provence            | France                 | + 18 min 15 s          |
| 8e                     | Total Direct Énergie                | France                 | + 18 min 23 s          |
| 9e                     | Maroc                               | Maroc                  | + 22 min 41 s          |
| 10e                    | BAI-Sicasal-Petro de Luanda         | Angola                 | + 23 min 05 s          |

| Classement par équipes | Classement par équipes              | Classement par équipes | Classement par équipes |
| Équipe                 | Équipe                              | Pays                   | Temps                  |
| ---------------------- | ----------------------------------- | ---------------------- | ---------------------- |
| 1re                    | Rwanda                              | Rwanda                 | 67 h 06 min 26 s       |
| 2e                     | Érythrée                            | Érythrée               | + 2 min 25 s           |
| 3e                     | Cofidis                             | France                 | + 4 min 37 s           |
| 4e                     | Algérie                             | Algérie                | + 5 min 28 s           |
| 5e                     | ProTouch                            | Afrique du Sud         | + 6 min 38 s           |
| 6e                     | Natura4Ever-Roubaix Lille Métropole | France                 | + 9 min 25 s           |
| 7e                     | Nippo Delko One Provence            | France                 | + 18 min 15 s          |
| 8e                     | Total Direct Énergie                | France                 | + 18 min 23 s          |
| 9e                     | Maroc                               | Maroc                  | + 22 min 41 s          |
| 10e                    | BAI-Sicasal-Petro de Luanda         | Angola                 | + 23 min 05 s          |

## Évolution des classements
| Étape              | Vainqueur          | Classement général | Classement par points | Classement de la montagne | Classement des jeunes | Classement par équipes |
| ------------------ | ------------------ | ------------------ | --------------------- | ------------------------- | --------------------- | ---------------------- |
| 1                  | Attilio Viviani    | Attilio Viviani    | Attilio Viviani       | Dawit Yemane              | Attilio Viviani       | Total Direct Énergie   |
| 2                  | Natnael Tesfatsion | Natnael Tesfatsion | Henok Mulubrhan       | Dawit Yemane              | Natnael Tesfatsion    | Érythrée               |
| 3                  | Biniyam Ghirmay    | Natnael Tesfatsion | Henok Mulubrhan       | Dawit Yemane              | Natnael Tesfatsion    | Érythrée               |
| 4                  | Clovis Kamzong     | Natnael Tesfatsion | Henok Mulubrhan       | Dawit Yemane              | Natnael Tesfatsion    | Rwanda                 |
| 5                  | Youcef Reguigui    | Natnael Tesfatsion | Biniyam Ghirmay       | Dawit Yemane              | Natnael Tesfatsion    | Rwanda                 |
| 6                  | Biniyam Ghirmay    | Natnael Tesfatsion | Biniyam Ghirmay       | Dawit Yemane              | Natnael Tesfatsion    | Rwanda                 |
| 7                  | Lorenzo Manzin     | Jordan Levasseur   | Biniyam Ghirmay       | Dawit Yemane              | Natnael Tesfatsion    | Rwanda                 |
| Classements finals | Classements finals | Jordan Levasseur   | Biniyam Ghirmay       | Dawit Yemane              | Natnael Tesfatsion    | Rwanda                 |